# Laure-Auguste de Fitz-James
Pour les articles homonymes, voir Fitz-James (homonymie).
Laure-Auguste de Fitz-James, princesse de Chimay, est née à Paris le 7 décembre 1744 et morte dans la même ville le 26 septembre 1814. Elle est dame d’honneur de la reine Marie-Antoinette à partir de 1775 jusqu'à la chute de la monarchie.

## Biographie
Laure-Auguste est la fille de Charles de Fitz-James, militaire français, petit-fils du roi Jacques II d'Angleterre, et de Victoire-Louise-Sophie Goyon de Matignon, dame du palais de la reine Marie Leszczyńska, puis de la dauphine. Elle épouse le 28 septembre 1762 le quinzième prince de Chimay, Philippe-Gabriel-Maurice d'Alsace-Hénin-Liétard.
En 1767, elle succède à sa mère comme dame du palais de la Reine et remplit ce même office auprès de Marie-Antoinette, à l'arrivée de la dauphine deux ans après la mort de l'épouse du roi Louis XV. En 1775, Marie-Antoinette, devenue reine, la nomme dame d'honneur, en remplacement de la comtesse de Noailles, qu'elle déteste. C'est à elle que le frère cadet du roi, le comte d'Artois, achète en 1775 le petit château de Bagatelle, avant sa reconstruction, à Neuilly.
Madame de Chimay devient une proche de Marie-Antoinette, qui l'apprécie et partage avec elle le goût pour la musique et l'opéra. Grâce à cette protection, elle occupe un appartement de douze pièces dans l'aile du Midi du château et la chambre d'entresol du Petit Trianon. Dévouée et digne de confiance, elle reste auprès de la reine, à Versailles, jusqu'au départ de la famille royale vers les Tuileries le 6 octobre 1789. Elle s'exile alors hors de France, vers Bruxelles, Maastricht puis Erfurt. À son retour en France, elle se consacre au « soulagement des malheureux » avec piété et dévotion religieuse. Elle meurt à Paris à l'âge de 69 ans, sans avoir eu d'enfants.

## Dans la littérature
Une version très rajeunie du personnage historique apparaît dans trois romans des enquêtes de Nicolas Le Floch rédigés par Laurent Joffrin :
- Le Cadavre du Palais-Royal, qui se déroule en 1789 ;
- L'Énigme du Code noir, qui se déroule en 1791 ;
- Le Secret de Marie-Antoinette, qui se déroule en 1791;
- Le mystère de l'armoire de fer, qui se déroule en 1792.